# Anselmo Marzato
Anselmo Marzato (né en 1543 à Monopoli, dans les Pouilles, alors dans le royaume de Naples, et mort le 17 août 1607 à Frascati) est un cardinal italien du début du XVIIe siècle. Il est membre de l'ordre des capucins.

## Biographie
Anselmo Marzato est un prédicateur et théologien célèbre. Il est ministre provincial de son ordre de Rome en 1589 et procurateur général de son ordre en 1599. Le pape Clément VIII le crée cardinal lors du consistoire du 9 juin 1604. En 1607 il est élu archevêque de Chieti et est consacré le 24 février de la même année par Paul V  avec comme co-consécrateurs Ludovico de Torres et Marcello Lante.
Marzato participe aux deux conclaves de 1605 (élection de Léon XI et de Paul V).